# Hueste celestial

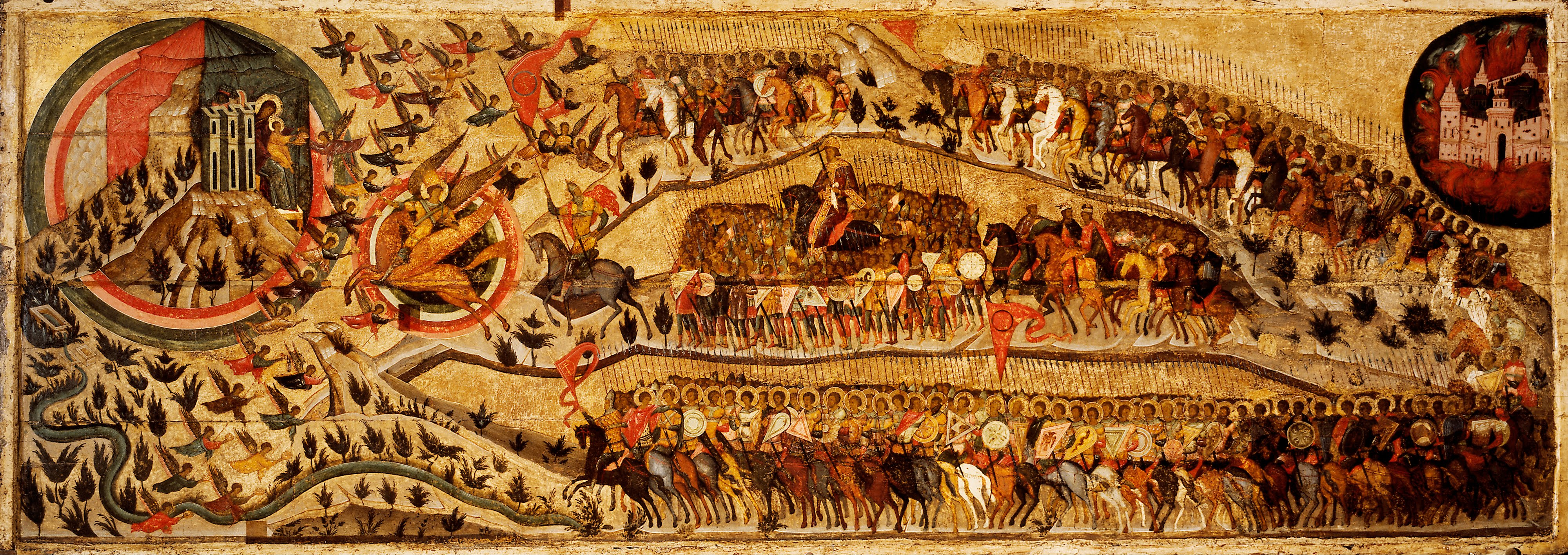
«Bendito sea el anfitrión del Rey de los Cielos», un icono ruso de la década de 1550

La hueste celestial (צבאות ṣəḇāʾōṯ, «ejércitos») se refiere al ejército (o hueste) de Dios, como se menciona en los textos abrahámicos; la Biblia hebrea y el Corán en particular.
La Biblia suele describir a las huestes celestiales como compuestas por ángeles y ofrece varias descripciones de los ángeles en términos militares, como su campamento (Génesis 32:1–2), su estructura de mando, y la participación en combate Job 19:12;. Otros pasajes indican que otras entidades componen el ejército divino, a saber, las estrellas (Daniel 4:35, Jueces 5:20, Isaías 40:26). En la teología cristiana, las huestes celestiales participan en la guerra en el cielo.
En el Corán, las huestes celestiales ayudan a los musulmanes en la batalla contra los enemigos politeístas de Mahoma.

## Biblia en hebreo

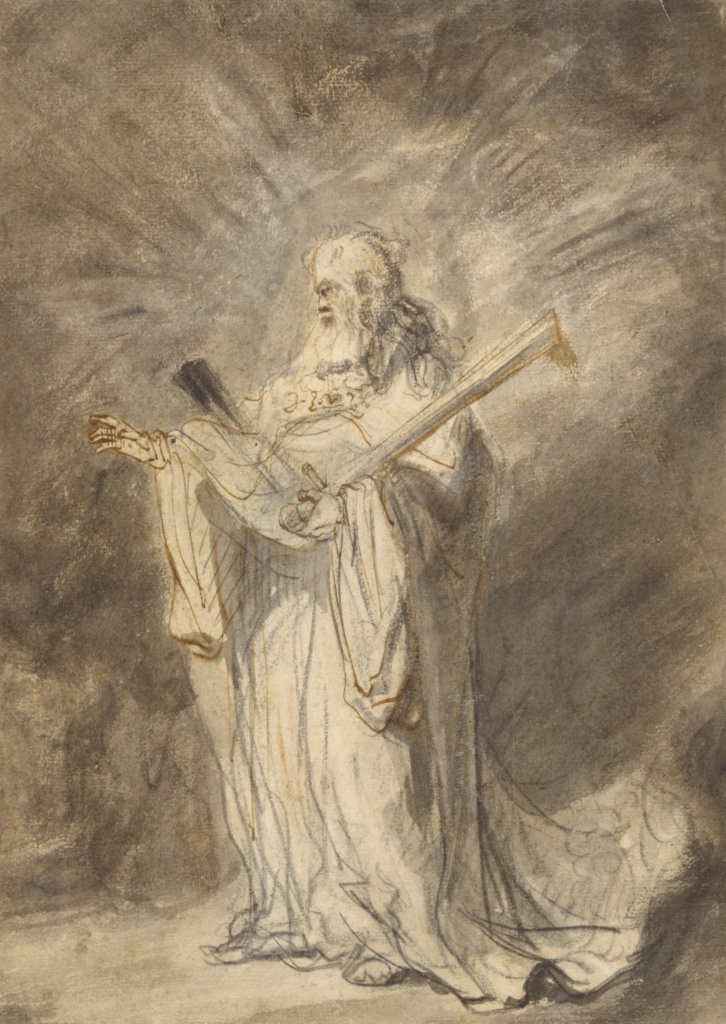
Representación del comandante del ejército del Señor en Josué 5, por Ferdinand Bol, 1642.

En la Biblia hebrea, el nombre Yahweh y el título Elohim (literalmente «dioses» o «deidad», generalmente traducido como «Dios» en las traducciones al inglés) aparecen frecuentemente con la palabra «tzevaot» o «sabaoth» («huestes» o «ejércitos», en hebreo: צבאות) como YHWH Elohe Tzevaot («YHWH Dios de las Huestes»), Elohe Tzevaot («Dios de las Huestes»), Adonai YHWH Tzevaot («Señor YHWH de los Ejércitos») o, más frecuentemente, YHWH Tzevaot («YHWH de los Ejércitos»). Este nombre se transcribe tradicionalmente en latín como Sabaoth,

una forma que resultará más familiar a muchos lectores de habla inglesa, ya que se utiliza en la versión de la Biblia del rey Jacobo.
En el Libro de Josué 5:13-15, Josué se encuentra con un «capitán del ejército del Señor» en los primeros días de sus campañas en la Tierra Prometida. Este mensajero celestial sin nombre es enviado por Dios para animar a Josué en la próxima conquista de la Tierra Prometida:

Una vez, cuando Josué estaba cerca de Jericó, alzó la vista y vio a un hombre de pie frente a él con una espada desenvainada en la mano. Josué se acercó a él y le dijo: «¿Eres de los nuestros o de nuestros adversarios?».
Él respondió: «Ni lo uno ni lo otro, sino que he venido ahora como comandante del ejército del Señor». Y Josué se postró rostro en tierra y lo adoró, y le dijo: «¿Qué ordenas a tu siervo, mi señor?».
El comandante del ejército del Señor dijo a Josué: «Quítate las sandalias de los pies, porque el lugar donde estás es sagrado». Y Josué así lo hizo.
Josué 5:13–15 (Nueva Versión Estándar Revisada)

## Corán

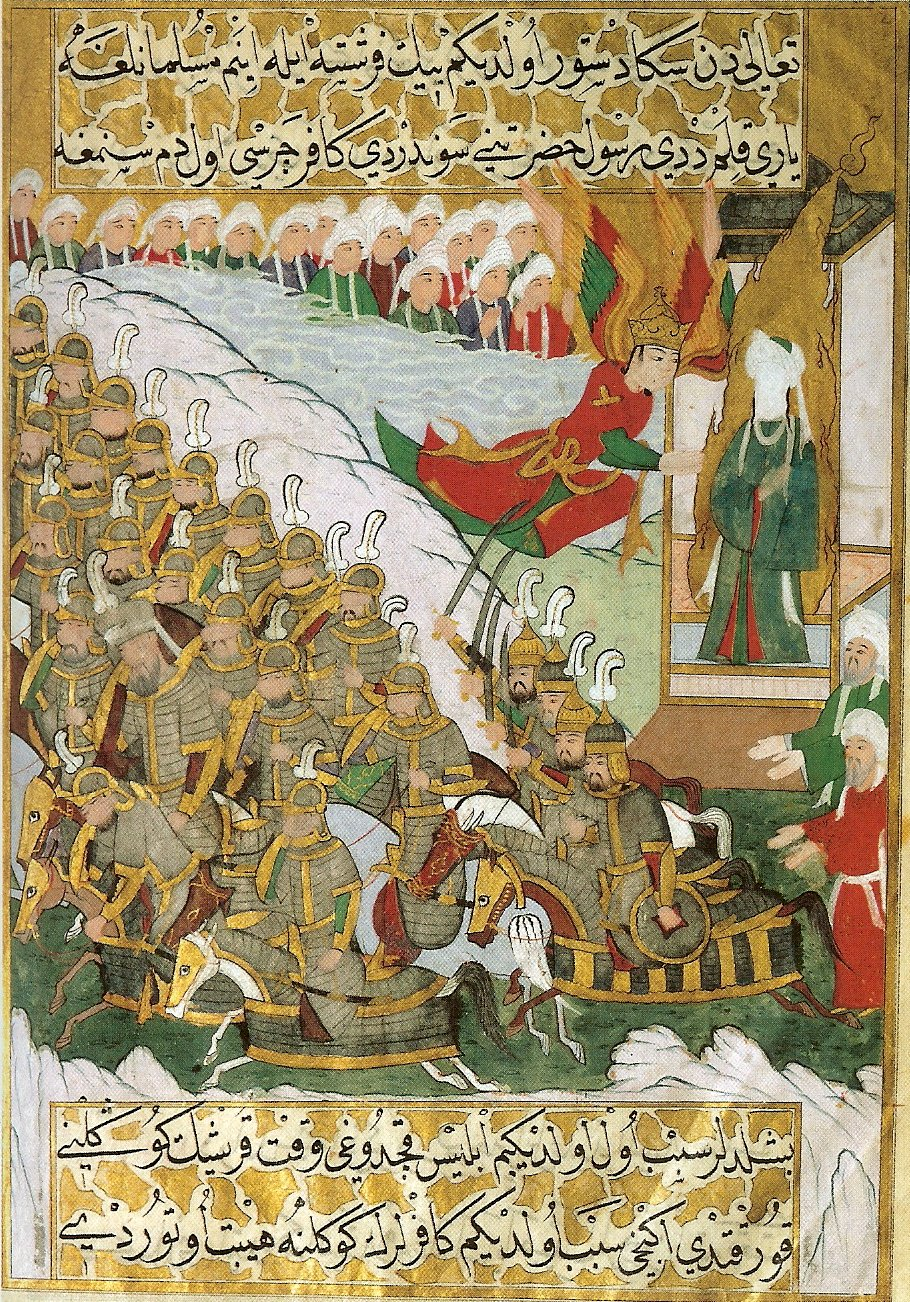
Muhammad en la batalla de Badr, aconsejado por un ángel. (Siyer-i Nebi,)

El Corán menciona el ejército de Dios ejército (جندالله) en  y; ángeles enviados por Dios para ayudar a los creyentes en la batalla, comparable a la hueste celestial (Sabaoth) mencionada en los Libros de Samuel.
El término «junud» se refiere explícitamente a las huestes de espíritus. Los espíritus malignos también tienen su hueste llamada «junud iblīs» (las huestes invisibles de Satanás). El Corán describe a la hueste Angélica interviniendo en nombre de los musulmanes durante la Batalla de Badr para luchar contra los šayāṭīn (demonios)
En la teología y la filosofía islámicas, la batalla de estos dos ejércitos se refleja en la lucha interna del «corazón humano» (qalb) (Ja'far ibn Sa'id y al-Ghazali). A diferencia del cristianismo, las tendencias dualistas suelen minimizarse en la tradición islámica, y Dios tiene el control final de ambos anfitriones, lo que permite elegir entre estos dos seres creados.

## Fe bahá'í
El término «Señor de los Ejércitos» también se utiliza en la Fe bahá'í como título de Dios. Bahá'u'lláh, que afirmaba ser la Manifestación de Dios, escribió tablas a muchos de los reyes y gobernantes del mundo invitándoles a reconocerlo como el Prometido de todas las épocas y religiones, algunas de las cuales fueron recopiladas y publicadas en inglés como La Convocatoria del Señor de las Huestes.

## Ugarit
Karel van der Toorn dice que los textos ugaríticos ponen al consejo de los cielos (DR DT ŠMM) en paralelo sinónimo con la asamblea de las estrellas (PḪR KKBM) y los hijos de El (BN IL), es decir, los dioses.